# Totternhoe Castle

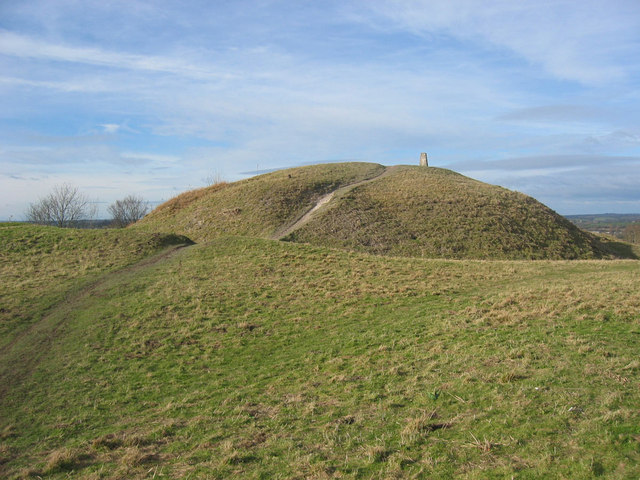
Erdwerke von Totternhoe Castle

Totternhoe Castle ist eine abgegangene Burg im Dorf Totternhoe in der englischen Grafschaft Bedfordshire. Bis heute sind nur noch Erdwerke erhalten. Sie gelten als Scheduled Monument und Teil der Totternhoe Knolls, einer Site of Special Scientific Interest.

## Details
Totternhoe Castle liegt über dem Dorf Totternhoe in der Nähe der Stadt Dunstable. Die Motte wurde in normannischer Zeit gebaut, vermutlich während des Bürgerkrieges der Anarchie. Sie hatte zwei Vorburgen statt er üblichen einen. Ein breiter Graben schützte drei Seiten der Burg, die vierte war durch die Kante des Kreidehügels, auf dem sie steht, gesichert.